# Det Norske Kammerorkester

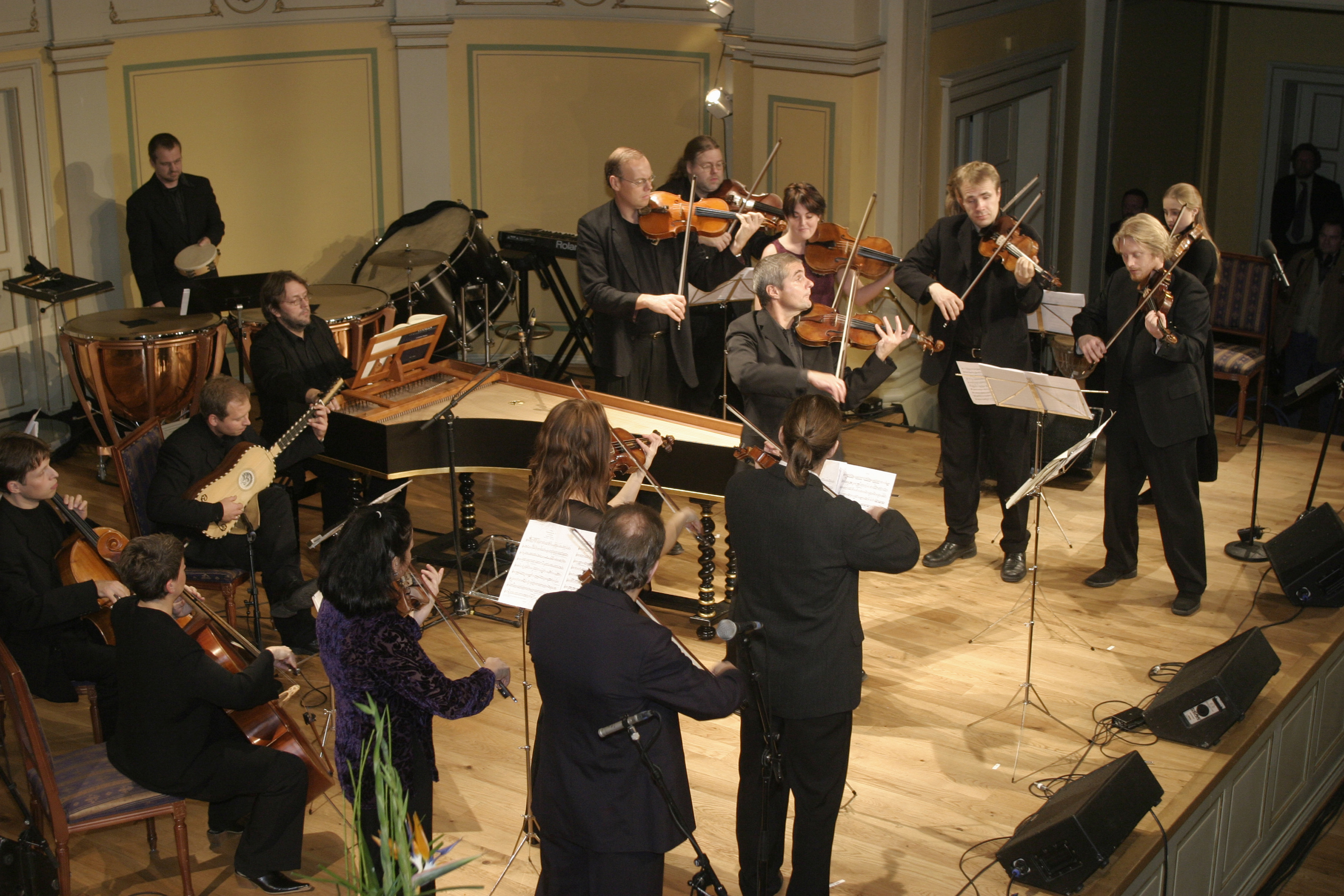
Det Norske Kammerorkester spelar vid Nordiska rådets prisutdelning i Oslo 2003.

Det Norske Kammerorkester (DNK) är en kammarorkester i Oslo som startades 1977.
Orkestern grundades av violinisten Bjarne Fiskum som fick idén efter en sommarkurs för unga stråkmusiktalanger sommaren 1975. Sedan starten har orkestern spelat in ett 20-tal album och varit på en rad turnéer i Norge, Europa, Asien och USA. 
Terje Tønnesen har varit konstnärlig ledare i orkestern sedan starten. Iona Brown var konstnärlig ledare för orkestern från 1981 till 2001, en position hon delade med Tønnesen. Sedan 2002 har Leif Ove Andsnes varit orkesterns förste gästledare.

## Priser och utmärkelser
- 1983 – Griegprisen[1]
- 1988 – Spellemannprisen som "Årets Spellemann"[2]
- 1988 – Spellemannprisen i klassen "Klassisk musikk/samtidsmusikk" för Britten/Mozart/Tsjajkovski [2]
- 1992 – Spellemannprisen i klassen "Orkestermusikk" för Joseph Haydn: Cellokonserter (med Truls Mørk som solist)[2]
- 1996 – Spellemannprisen i klassen "Orkestermusikk" för Edvard Grieg och Carl Nielsen: Musikk for strykeorkester[2]
- 1999 – Spellemannprisen i klassen "Samtidsmusikk" för Rolf Wallin: Boyl (tillsammans med Oslo filharmoniska orkester och Oslo Sinfonietta)[2]
- 2000 – Gramophones konsertpris för Joseph Haydn: Pianokonsert nr. 3, 4 og 11 (med Leif Ove Andsnes som solist)[3]
- 2000 – Spellemannprisen i klassen "Klassisk musikk/samtidsmusikk" för Joseph Haydn: Pianokonsert nr. 3, 4 og 11 (med Leif Ove Andsnes som solist)[2]